# Università tedesca di scienze amministrative di Spira
L'Università tedesca di scienze amministrative di Spira (in tedesco: Deutsche Universität für Verwaltungswissenschaften Speyer, DHV, precedentemente nota come Scuola tedesca di scienze amministrative), è una scuola nazionale di specializzazione in scienze amministrative e gestione pubblica sita a Spira in Germania.

## Storia
L'università fu fondata nel 1947 dalle autorità di occupazione francesi come grande école, oggi è gestita sotto la responsabilità congiunta sia della Repubblica federale (Bund) che di tutti i 16 stati tedeschi (Länder).

## Struttura
La scuola è un importante campo di addestramento per funzionari governativi tedeschi e internazionali.